# Bonansa
Bonansa ist eine katalanischsprachige, der Franja de Aragón zugehörige Gemeinde in der Provinz Huesca in der Autonomen Gemeinschaft Aragonien in Spanien. Sie liegt in der Comarca Ribagorza. Sie liegt zwischen dem Tal der Noguera Ribagorzana und des Río Isábena.

## Gemeindegebiet
Bonansa umfasst die Ortschaften:
- Bibiles
- Bonansa
- Cirés
- Gabarret
- Torre de Buira

## Bevölkerungsentwicklung
| 1991 | 1996 | 2001 | 2004 |
| ---- | ---- | ---- | ---- |
| 70   | 72   | 84   | 101  |

## Sehenswürdigkeiten
- Romanische Kirche San Roque

## Persönlichkeiten
- Marcelino Iglesias Ricou (* 1951), Präsident der Autonomen Gemeinschaft Aragonien
- Joaquín Maurín (1896–1973), ehemaliger Leiter der Partei POUM